# Bruno Martignoni
Bruno Martignoni (Gambarogno, 13 dicembre 1992) è un calciatore svizzero, difensore del Locarno.

## Carriera

### Club

#### Locarno
Giovane promettente, dopo due stagioni a Locarno in cui non trova molto spazio e una stagione a Cagliari, torna a Locarno diventando un titolare inamovibile. Grazie a delle belle prestazioni viene chiamato nelle nazionali minori.

#### Aarau e il prestito
Fa il suo esordio nella massima serie svizzera con la maglia dell'Aarau durante la stagione 2013-2014. Durante la pausa invernale della stagione successiva viene mandato in prestito per sei mesi al Servette. Il 16 febbraio 2015 fa quindi il suo esordio con la maglia del Servette, giocando da titolare contro il Lugano allo Stade de Genève (partita vinta 2-0). Il 13 aprile, in occasione della partita casalinga contro il Wohlen, segna la sua prima rete per la squadra ginevrina.
Dopo il prestito a Ginevra torna ad Aarau, dove gioca con continuità in Challenge League.

#### Lugano
Il 15 dicembre 2016 il Lugano acquista Martignoni dall'Aarau a titolo definitivo. Il giocatore torna così a calcare i campi della Super League.

### Nazionale
Vince con la Nazionale Svizzera Under-17 l'edizione del 2009 dei Mondiali di categoria. Gioca la sua prima partita con la Svizzera Under-21 il 6 febbraio 2013 in occasione della partita amichevole contro la Slovacchia Under-21 sostituendo Loris Benito durante il secondo tempo (partita persa per 1-0). La sua prima gara da titolare la disputa il 18 novembre contro l'Ucraina Under-21.

## Palmarès

### Nazionale
- Campionato mondiale Under-17: 1

2009